# Kabupaten Fakfak
Kabupaten Fakfak är ett kabupaten i Indonesien.   Det ligger i provinsen Papua Barat, i den östra delen av landet, 2 800 km öster om huvudstaden Jakarta. Antalet invånare är 66 828.